# Мухаммад аль-Кулайни
Абу́ Джафа́р Муха́ммад ибн Яку́б аль-Кулайни́ (араб. محمد بن يعقوب بن إسحاق الكليني‎; 864, Кулайн — 941, Багдад) – знаменитый шиитский учёный-хадисовед III века хиджры/X века н.э., составитель знаменитого свода хадисов «Аль-Кафи». Аль-Кулайни был настолько авторитетен как учёный и лидер мусульман, что был наделён титулом сикат аль-ислам, что означает «тот, кому вверены ислам и мусульмане».

## Дата и место рождения
Точная дата рождения аль-Кулайни неизвестна, однако упоминается, что он, предположительно, появился на свет в семье религиозного учёного, лидера улемов во времена имамата Али ибн Мухаммада аль-Хади, примерно в 250 г. хиджры.
Местом рождения этого знаменитого собирателя хадисов является селение Кулайн, расположенное в 38 км от иранского города Рей, сегодня входящего в состав Тегерана.

## Научная деятельность
Сначала Мухаммад Абу Джафар аль-Кулайни изучал исламские науки в родном городе Рей, где вскоре приобрёл статус шейх аль-фукаха (лидер факихов). После этого он переехал в Багдад, где продолжил преподавание и исследования, и вскоре и в Багдаде занял позицию шейха факихов. В то время в этом городе находился и третий представитель (наиб) имама аль-Махди, практиковавший такийю и представлявшийся обычным улемом.
В исторических источниках зафиксированы имена тридцати шести его учителей, наиболее выдающимися из которых являлись: Абу Джафар Барки Али ибн Самри и Али ибн Мухаммад Самри, который впоследствии стал четвёртым специальным представителем (наиб) двенадцатого имама шиитов – Мухаммада ибн аль-Хасана аль-Махди, чьего возвращения из большого сокрытия мусульмане-шииты ждут и по сей день. Учителем аль-Кулайни также был Али ибн Ибрахим Кумми, сподвижник одиннадцатого имама шиитов аль-Хасана ибн Али аль-Аскари, автор т.н. «тафсира Кумми», предположительно записанного со слов самого имама и потому высоко котирующегося в кругах шиитских улемов.
У аль-Кулайни было также пятнадцать учеников, которых можно было бы назвать выдающимися. Свод «Аль-Кафи» дошёл до нас благодаря усилиям трёх из них: это Ахмад ибн Ахмад Катиб Туфи, Мухаммад ибн Ибрахим и Абдулла Сафвани, бывший потомком сподвижника седьмого имама Мусы ибн Джафара аль-Казима – Сафвана.
Аль-Кулайни известен среди мусульман-шиитов как обновитель (муджаддид) III века хиджры.

## Основные труды
Помимо знаменитого свода «Аль-Кафи», перу Мухаммада Абу Джафара аль-Кулайни принадлежат следующие работы:
- Рукат аль-а’имма (Сборник писем двенадцати шиитских имамов);
- Китаб та’бир ар-ру’йа (Книга толкования снов, считающаяся лучшей в шиитской традиции);
- Китаб аль-мадх аль-а’имма (Сборник стихов, прославляющих шиитских имамов);
- Китаб ра’д аль-карамата (Книга с разоблачением взглядов карматов, захвативших Каабу и удерживавших её в течение 17 лет).

## Смерть
Аль-Кулайни умер в Багдаде в 329 г. хиджры (941). Именно в этом году, согласно верованиям мусульман-шиитов, началось большое сокрытие имама аль-Махди. Похоронен учёный был там же, в районе Баб-е Куфа, где он и жил. Его гробница сохранилась вплоть до сегодняшнего дня, являясь объектом притяжения для паломников, совершающих зиярат. В шиитской традиции сохранилось несколько сообщений о попытках эксгумации тела аль-Кулайни, согласно которым после вскрытия его могилы было обнаружено, что его останки остались нетленными.